# Sint-Margaretakerk (Waregem)

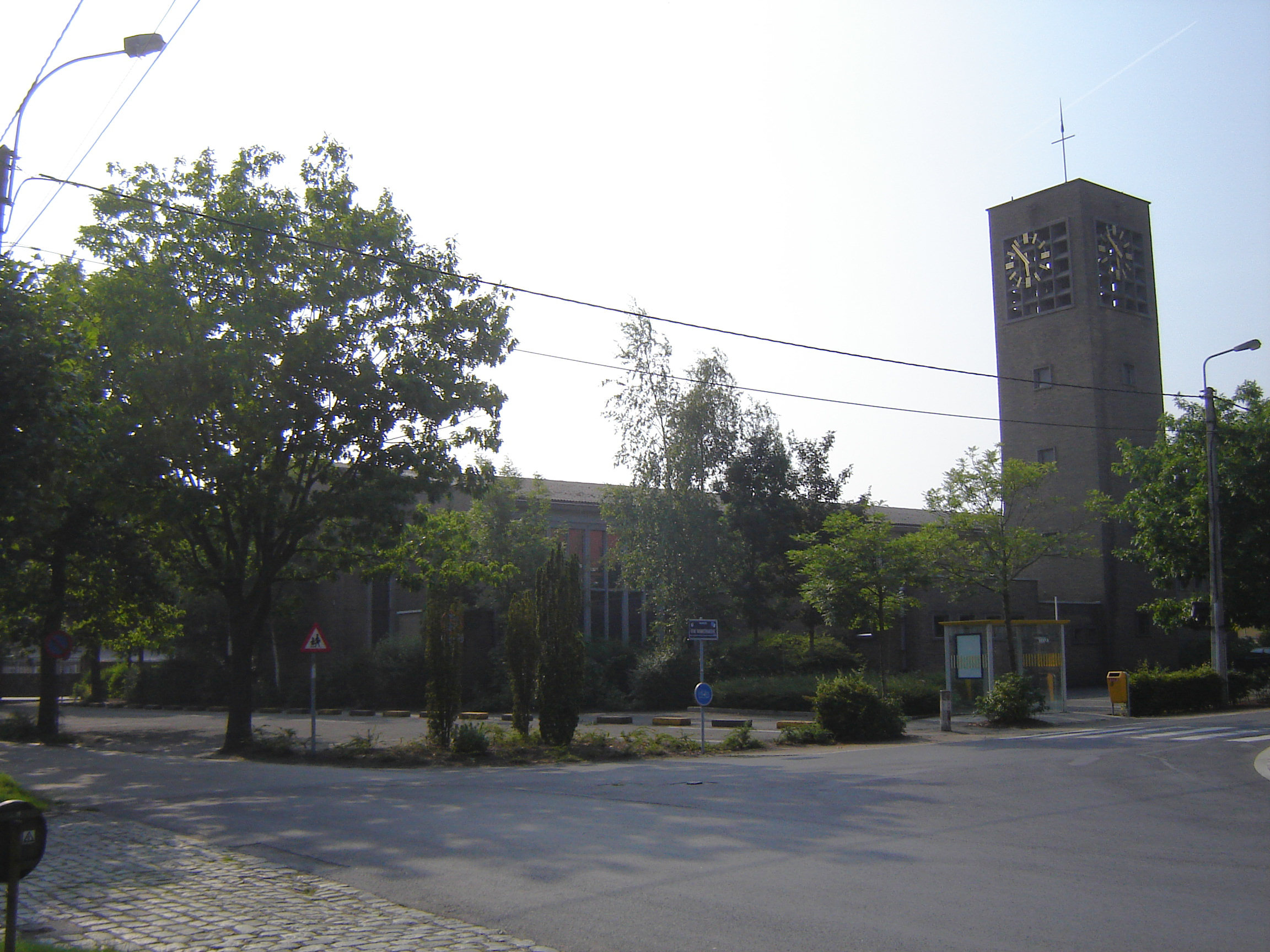
Sint-Margaretakerk

De Sint-Margaretakerk is de parochiekerk van de tot de West-Vlaamse gemeente Waregem behorende plaats Nieuwenhove, gelegen in de Oblatenstraat.

## Geschiedenis
In 1574 was er sprake van een kapel op het domein Goed Te Nieuwenhove, die in 1630 door de heer, Jehan van der Vichten, werd vernieuwd. Hier konden de gelovigen ter kerke gaan. Tijdens de Franse tijd raakte de kapel in verval en ze werd iets na 1815 gesloopt. De parochianen moesten voortaan in Waregem ter kerke.
Vanaf 1897 werd een klooster, kerk en school gesticht. In 1901 werd daar de Mis opgedragen door de paters Oblaten uit Waregem. Dezen vestigden zich vanaf 1903 ook in Nieuwenhove. In 1904 werd de kerk afgebouwd. In 1905 stichtten de paters een noviciaat. In 1935 werd Nieuwenhove erkend als hulpparochie van Waregem. In 1937 verkochten de Oblaten hun school aan de parochie.
In de jaren '50 van de 20e eeuw werd Nieuwenhove uitgebreid met woningen.
De betreffende kerk werd in 1973 gesloopt nadat in 1971 een nieuw kerkgebouw in gebruik was genomen.

## Gebouw
Het betreft een zaalkerk in de stijl van het naoorlogs modernisme. De kerk is gebouwd in beton en baksteen, terwijl ook breuksteen werd toegepast. Een bakstenen klokkentoren op vierkante plattegrond flankeert het gebouw.